# Cheumatopsyche marmorata
Cheumatopsyche marmorata är en nattsländeart som först beskrevs av Navás 1922.  Cheumatopsyche marmorata ingår i släktet Cheumatopsyche och familjen ryssjenattsländor. Inga underarter finns listade i Catalogue of Life.